# Översjön (Fryksände socken, Värmland)
Översjön är en sjö i Torsby kommun i Värmland och ingår i Göta älvs huvudavrinningsområde. Sjön har en area på 0,111 kvadratkilometer och ligger 287 meter över havet. Vid provfiske har abborre fångats i sjön.

## Delavrinningsområde
Översjön ingår i det delavrinningsområde (668050-134367) som SMHI kallar för Mynnar i Norsälven. Medelhöjden är 286 meter över havet och ytan är 28,25 kvadratkilometer. Det finns inga avrinningsområden uppströms utan avrinningsområdet är högsta punkten. Sorkan som avvattnar avrinningsområdet har biflödesordning 3, vilket innebär att vattnet flödar genom totalt 3 vattendrag innan det når havet efter 366 kilometer. Avrinningsområdet består mestadels av skog (92 procent). Avrinningsområdet har 0,11 kvadratkilometer vattenytor vilket ger det en sjöprocent på 0,4 procent.